# Rugoconites
La rugoconite (gen. Rugoconites) è un enigmatico organismo estinto, vissuto nel Proterozoico superiore (Ediacarano, circa 550 milioni di anni fa). I suoi resti sono stati ritrovati in vari giacimenti risalenti all'Ediacarano, in particolare in Australia e in Russia.

## Descrizione
I fossili di questo organismo consistono in una struttura tondeggiante od ovale, conservatasi come iporilievo, del diametro di sei o più centimetri. Questa struttura, in alcuni casi, è circondata da una sorta di “corolla”, interpretata come una serie di tentacoli. All'interno della struttura tondeggiante erano presenti numerosi solchi, che si dipartivano da una cupola centrale e andavano via via biforcandosi in maniera irregolare, interpretati come i resti di un sistema gastrovascolare (Fedonkin & Wade, 1972).

## Classificazione
Vi sono varie interpretazioni riguardanti la natura di questi fossili. Alcuni studiosi (Gehling, 1996) ritengono che questi organismi potessero essere antiche spugne, ma questa teoria non è accettata dalla maggior parte degli scienziati. Un'altra ipotesi (Sepkoski et al., 2002) vede la rugoconite come un rappresentante degli cnidari, simile a una medusa; Ivantsov e Fedonkin, nel 2002, hanno ipotizzato che questo essere fosse un rappresentante dei trilobozoi (Trilobozoa), un misterioso gruppo di organismi a simmetria triradiata, dalle affinità incerte. Sono note due specie di Rugoconites: R. enigmaticus e R. tenuirugosus, distinte principalmente dalla struttura dei solchi. Un genere assai simile, anch'esso distinto dai solchi, è Paleophragmodictya.

## Stile di vita
Alcuni studiosi ritengono che questo organismo dalla forma circolare fosse un nuotatore libero, come anche Ovatoscutum (Waggoner, 1995). Molti fossili di rugoconite sono stati rinvenuti in notevoli quantità, spesso addossati l'uno all'altro. Questo tipo di conservazione potrebbe rappresentare uno stile di vita coloniale o sociale, o più semplicemente un'accumulazione dovuta all'azione di correnti (Droser, 2007).